# 硅穿孔

TSV技术用于堆叠的DRAM芯片与高带宽内存（HBM）接口相结合

硅通孔（英語：Through Silicon Via，常簡寫為TSV，也稱做硅穿孔）在电子工程领域是一种穿透硅晶圆或芯片的垂直电连接。TSV是区分3D封装和3D IC的直接方法，如果使用TSV形成互连，则归类为3D IC，否则为3D封装。TSV是一种高性能的互联技术，可作为引线键合和倒装芯片的替代方案，用于构建3D封装和3D IC。与層疊式封裝等替代方案相比，TSV提供更高的互联密度和器件密度，并能显著缩短连接长度。

## 分类

展示前通孔（via-first）、中通孔（via-middle）和后通孔（via-last）

根据制造工艺的不同，TSV可分为三类：前通孔TSV在元器件（如晶体管、电容器、电阻器等）图案化前（前端工艺，FEOL）制备；中通孔TSV在元器件图案化后、但在金属层（后端工艺，BEOL）制备前完成；后通孔TSV则是在BEOL工艺之后（或期间）制备。中通孔TSV目前广泛应用于先进的3D IC以及中介層堆叠。
前端工艺中的TSV需要在电子设计自动化（EDA）和制造阶段加以精确考量，因为TSV会在FEOL层引发热-机械应力，从而影响晶体管-晶体管逻辑的性能。

## 应用

### 图像传感器
CMOS图像传感器（CIS）是率先大规模应用TSV技术的场景之一。最初的CIS应用中，TSV被用于图像传感器晶圆的背面，用以实现互联、消除引线键合，并缩小封装体积、提高互联密度。随着背照式感光元件的发展，引入了芯片堆叠技术，重排透镜、电路和光电二极管的顺序，使得光线首先照射到光电二极管，再经过电路。这一技术通过翻转光电二极管晶圆并对背面进行减薄，再采用氧化物直接键合的方式将其粘接到读取电路层上，外围则利用TSV进行互联。

### 三维封装
3D 封装（如系统级封装、多晶片模組等）由两个或多个芯片垂直堆叠构成，以节省空间和/或提升连接能力。IBM的硅载板封装技术则采用不同方案，不堆叠芯片，而是使用含TSV的载板连接多个芯片。在多数3D封装中，芯片间通过边缘接线连接，这种方式略微增加了封装的尺寸，通常还需要一个额外的中介層。而在一些新型3D封装中，TSV替代了边缘接线，直接在芯片体内实现垂直连接，从而不增加封装长度和宽度。由于无需中介层，采用TSV的3D封装也可以更为扁平。该技术有时也被称作TSS（Through-Silicon Stacking或Thru-Silicon Stacking）。

### 三维集成电路
三维集成电路（3D IC）是一种通过堆叠多个硅晶圆和/或芯片并进行垂直互联，使其作为单一器件运行的集成电路。借助TSV技术，3D IC可以在较小的“占地面积”内集成大量功能。堆叠内的器件可以是异构的，例如在一个芯片中集成互补金属氧化物半导体逻辑、DRAM和III-V材料。此外，器件内部关键电路径得以大幅缩短，从而提高运行速度。3D Wide I/O DRAM内存标准（JEDEC JESD229）在设计中就包含了TSV技术。
TSV是一種讓3D IC封裝遵循摩爾定律（Moore's Law）的互連技術，TSV可堆疊多片晶片，其設計概念來自於印刷電路板（PCB），在晶片鑽出小洞（製程又可分為先鑽孔及後鑽孔兩種，Via First, Via Last），從底部填充入金屬，矽晶圓上以蝕刻或雷射方式鑽孔（via），再以導電材料如銅、多晶矽、鎢等物質填滿。此一技術能夠以更低的成本有效提高系統的整合度與效能。
TSV技术在3D封装和3D IC中具有重要应用，對於跨入3D IC相當具有優勢。2006年4月，韓國三星表示已成功將TSV技術應用在“晶圓級堆疊封裝”（Wafer level process stack package, WSP）NAND Flash堆疊的技術堆疊八個2Gb NAND Flash晶片，以雷射鑽孔打造出TSV製程，高度是0.56mm。2007年4月三星公佈其以WSP技術應用在DRAM的產品，共堆疊了4顆512Mb的DRAM晶片。到目前為止，晶片商採用矽穿孔技術的商業行為有限，僅有CMOS（CIS）影像感測器、MEMS等少數幾種。

## 历史
TSV概念的起源可追溯至威廉·肖克利于1958年提交并于1962年获得授权的专利“Semiconductive Wafer and Method of Making the Same”，该技术后来由IBM的研究人员Merlin Smith和Emanuel Stern进一步发展，并于1964年申请、1967年获批了专利“Methods of Making Thru-Connections in Semiconductor Wafers”，后者描述了一种通过硅片蚀刻孔洞的方法。TSV最初并非为三维集成而设计，但基于TSV的第一批3D芯片在1980年代后期被发明。
第一批采用TSV工艺制造的三维集成电路（3D IC）堆叠芯片诞生于1980年代日本。日立制作所于1983年提交了日本专利，随后富士通于1984年提交专利。1986年，富士通提交了一项描述使用TSV的堆叠芯片结构的日本专利。1989年，东北大学的小柳光正（Mitsumasa Koyonagi）率先开发出使用TSV进行晶圆对晶圆键合的技术，并用于制造3DLSI芯片。1999年，日本超级先进电子技术协会（ASET）启动了名为“高密度电子系统集成技术研发”的项目，资助基于TSV的3D IC芯片研发。东北大学的小柳研究团队在1999年利用TSV技术制造了三层堆叠的图像传感器芯片，2000年制造了三层内存模块，2001年制造了三层人工视网膜芯片，2002年制造了三层微处理器，并于2005年制造了十层内存芯片。
1997年，由弗劳恩霍夫协会与西门子组成的研究团队（成员包括Peter Ramm、D. Bollmann、R. Braun、R. Buchner、U. Cao-Minh、Manfred Engelhardt和Armin Klumpp）开发了芯片间通孔（ICV）方法，这是一种TSV工艺的变体，后来被称为SLID（固液互扩散）技术。
“硅通孔”（through-silicon via，TSV）一词由Tru-Si Technologies的研究人员Sergey Savastiouk、O. Siniaguine和E. Korczynski在2000年提出，他们提出了一种用于3D晶圆级封装（WLP）解决方案的TSV方法。
采用TSV的CMOS图像传感器于2007年至2008年间被东芝、Aptina和意法半导体等公司商业化，其中东芝将其命名为“Through Chip Via”（TCV）技术。基于TSV的3D堆叠随机存取存储器（RAM）最早由爾必達存儲器商业化，该公司于2009年9月开发出首个8GBDRAM模块（由四颗DDR3SDRAM芯片堆叠而成），并于2011年6月发布。台灣積體電路製造于2010年1月宣布采用TSV技术生产3D IC。2011年，SK海力士推出基于TSV的16GB DDR3 SDRAM（40纳米级），三星电子于9月推出基于TSV的3D堆叠32GB DDR3（30纳米级）产品，并于10月与美光科技共同宣布TSV基础的混合内存立方体（HMC）技术。2013年，SK海力士制造出首个基于TSV的高带宽内存（HBM）模块。中通孔（via middle）技术由IMEC开发，并由Eric Beyne提出，其在成本与互连密度之间提供了最佳权衡。该技术起初获得高通支持，后来也得到NVIDIA、赛灵思和Altera的支持，这些公司希望通过堆叠（而非缩放）增加芯片上的内存容量，以挑战英特尔的领先地位。

## 相关
- 系統單晶片（SoC）
- 系統級封裝（SiP）